# Cheval (astrologie chinoise)
Pour les articles homonymes, voir Cheval (homonymie).

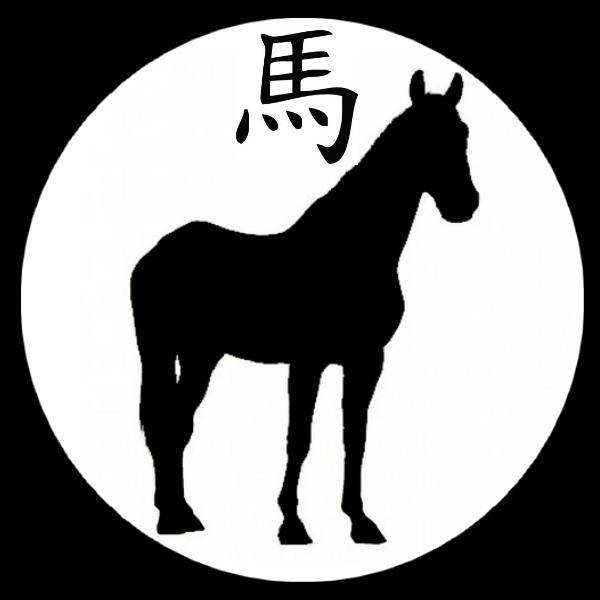
Signe astrologique chinois du Cheval.

Le Cheval est le septième animal qui apparaît dans le zodiaque chinois, lié au calendrier chinois, par ordre d'arrivée. Sa présence dans ce zodiaque semble résulter de l'influence du bouddhisme indien. Le Cheval est un signe de feu yang, lié au soleil qui, comme les autres signes chinois, a une occurrence de douze ans. La dernière année du Cheval était en 2014 ; la prochaine débutera en 2026.
Le signe du Cheval est tristement célèbre pour ses années du « Cheval de feu », tous les soixante ans, qui s'accompagnent d'une baisse sensible du nombre de naissances de filles en Chine et au Japon. Une croyance populaire veut que les femmes « Cheval de feu » soient destinées à détruire leur mari. Cette croyance n'est évidemment soutenue par aucune donnée scientifique, mais elle crée des problèmes sociaux et démographiques réels.

## Histoire
L'arrivée du cheval dans le zodiaque chinois semble provenir de l'influence du bouddhisme indien, dans lequel le cheval fait partie des « sept trésors ». En effet, l'essor de la dimension symbolique du cheval se produit à l'arrivée des écrits bouddhistes en Chine. En Inde, à la même époque, le cheval joue un rôle très important dans les croyances bouddhistes, notamment en tant que Kalkî, dixième et dernier avatar du Bouddha. Cette influence indienne sur la symbolique chinoise se retrouve dans les Ren shen ma tou, des personnages à corps d'homme et tête de cheval gardant certains temples.

## Description

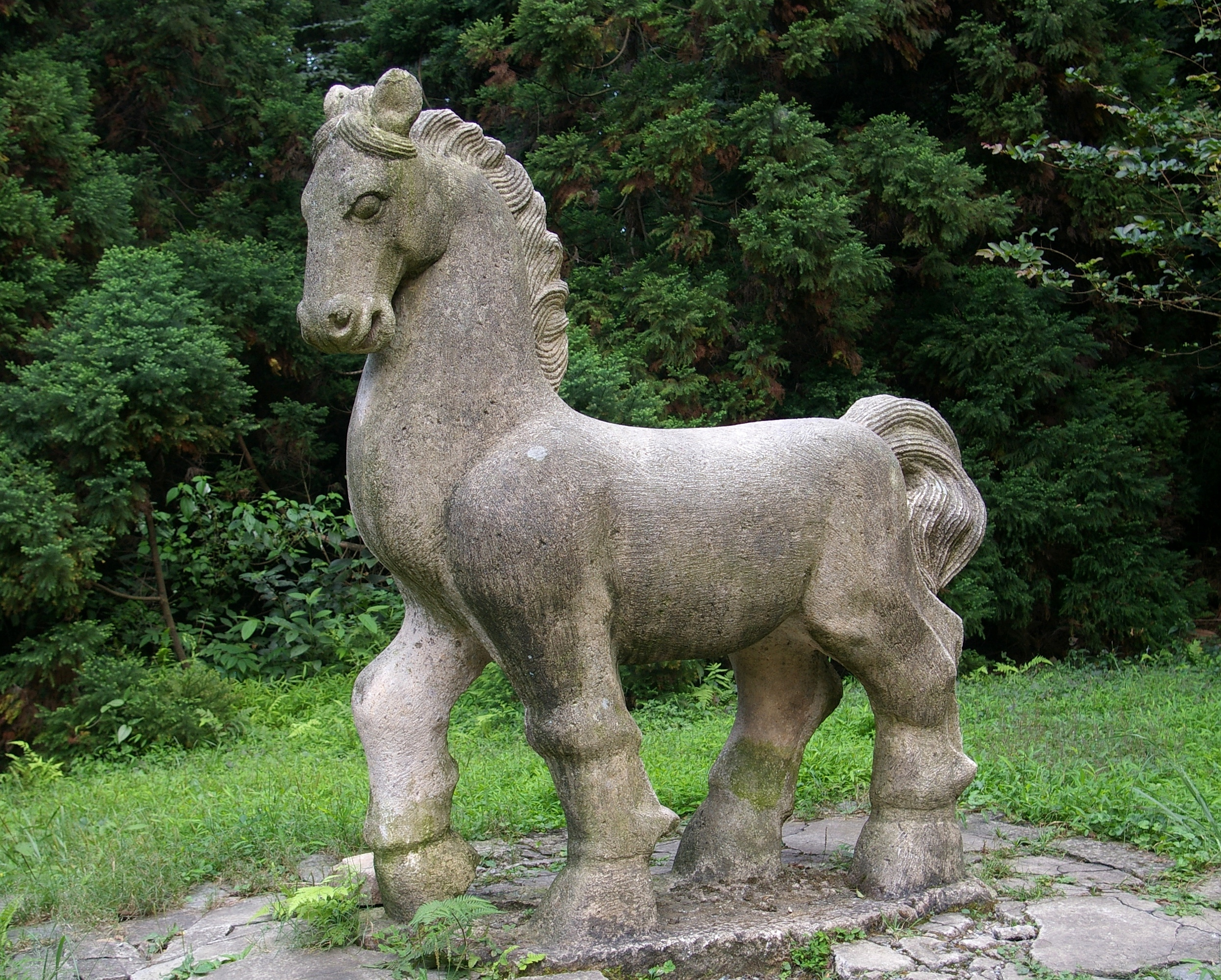
Sculpture de cheval du zodiaque chinois dans un parc du Zhejiang, mont Mogan.

Le cheval est le septième des douze signes du zodiaque chinois, correspondant aux douze années que met Jupiter à tourner autour de la Terre. Son élément est le feu et son point cardinal le Sud. Il est considéré comme un signe yang, c'est-à-dire masculin, lié à l'heure de midi et au mois de juin, deux moments où le soleil est particulièrement présent. Comme les autres signes chinois, son occurrence est tous les douze ans.
| Début           | Fin             | Élément         |
| --------------- | --------------- | --------------- |
| 4 février 2038  | 23 janvier 2039 | Cheval de terre |
| 17 février 2026 | 5 février 2027  | Cheval de feu   |
| 31 janvier 2014 | 18 février 2015 | Cheval de bois  |
| 12 février 2002 | 31 janvier 2003 | Cheval d'eau    |
| 27 janvier 1990 | 13 février 1991 | Cheval de métal |
| 7 février 1978  | 27 janvier 1979 | Cheval de terre |
| 21 janvier 1966 | 8 février 1967  | Cheval de feu   |
| 3 février 1954  | 23 janvier 1955 | Cheval de bois  |
| 15 février 1942 | 4 février 1943  | Cheval d'eau    |
| 30 janvier 1930 | 16 février 1931 | Cheval de métal |

Les personnes nées sous le signe du Cheval auraient une incompatibilité de caractère avec le Rat et le Buffle ; elles s'entendraient par contre très bien avec les personnes des signes Tigre et Chien.

## Année du Cheval de feu
Le signe du cheval est également tristement célèbre pour les événements qui se déroulent l'année du Cheval de feu (en japonais Hinoeuma). L'association du signe du cheval et de l’élément feu (association qui arrive tous les soixante ans) est, dans la symbolique chinoise, annonciatrice de grands bouleversements. Plusieurs tyrans et révolutionnaires seraient nés sous le signe du Cheval de feu.
La dernière année du Cheval de feu est 1966. La grande baisse de la natalité constatée cette année-là a attiré la curiosité de nombreux démographes, qui après avoir examiné les possibilités, en sont venus à la conclusion d'une explication par les croyances populaires. L'année du Cheval de feu est associée à une « malédiction astrologique » qui toucherait les filles, selon laquelle elles sont destinées à détruire leur mari mentalement ou moralement, voire physiquement. La difficulté à faire marier les femmes nées Cheval de feu a conduit de nombreux parents à éviter d'avoir un enfant cette année-là. Cette tendance a été accentuée par la publication de magazines chinois en 1966, qui ont colporté et ainsi renforcé cette croyance. La Chine étant en pleine politique de limitation des naissances, l'acceptation sociale en est d'autant facilitée. L'examen de la démographie chinoise depuis 1830 permet de constater que toutes les années Cheval de feu s'accompagnent d'une baisse sensible des naissances, touchant tout particulièrement les filles. Le nombre anormal de naissances de garçons déclarées par rapport aux naissances de filles rend très probable le fait que les parents de filles nées au début et à la fin d'une année Cheval de feu déclarent une fausse date de naissance pour leur enfant. Il est possible aussi que le nombre d'avortements ait sensiblement augmenté, bien que les données manquent pour appréhender ce phénomène en 1966 en Chine.
D'après une étude menée au Japon, le nombre de contraceptions et d'infanticides de filles connaît une nette hausse chaque année du Cheval de feu. Cette superstition a donc des incidences graves et réelles, à la fois sur les enfants et sur l'économie sociale du pays, en raison du déséquilibre créé dans le ratio hommes-femmes. Une autre étude, toujours au Japon, a examiné l'influence de ce signe astrologique chinois sur les femmes japonaises nées en 1966. Ces femmes n'ont aucun désavantage social dans leur vie familiale et professionnelle, par rapport à celles qui sont nées sous d'autres signes chinois.

## Célébrations
Comme pour les autres années du zodiaque chinois, celle du Cheval est l'occasion de voir de nombreuses représentations de cet équidé dans les régions où vivent des populations chinoises, et des défilés de rue festifs.

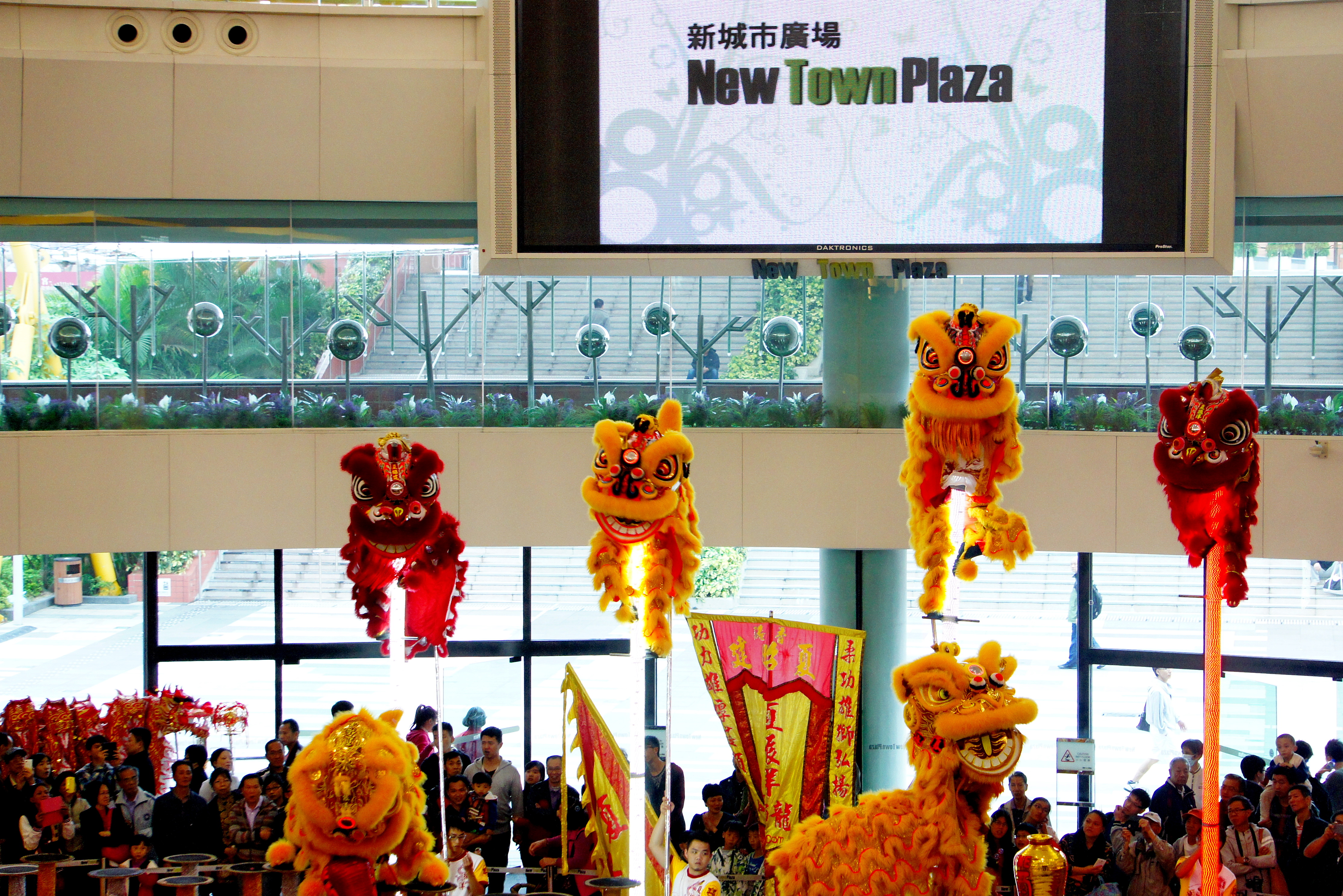
Danse du lion pour la célébration de l'année du Cheval en 2014 à Hong Kong.
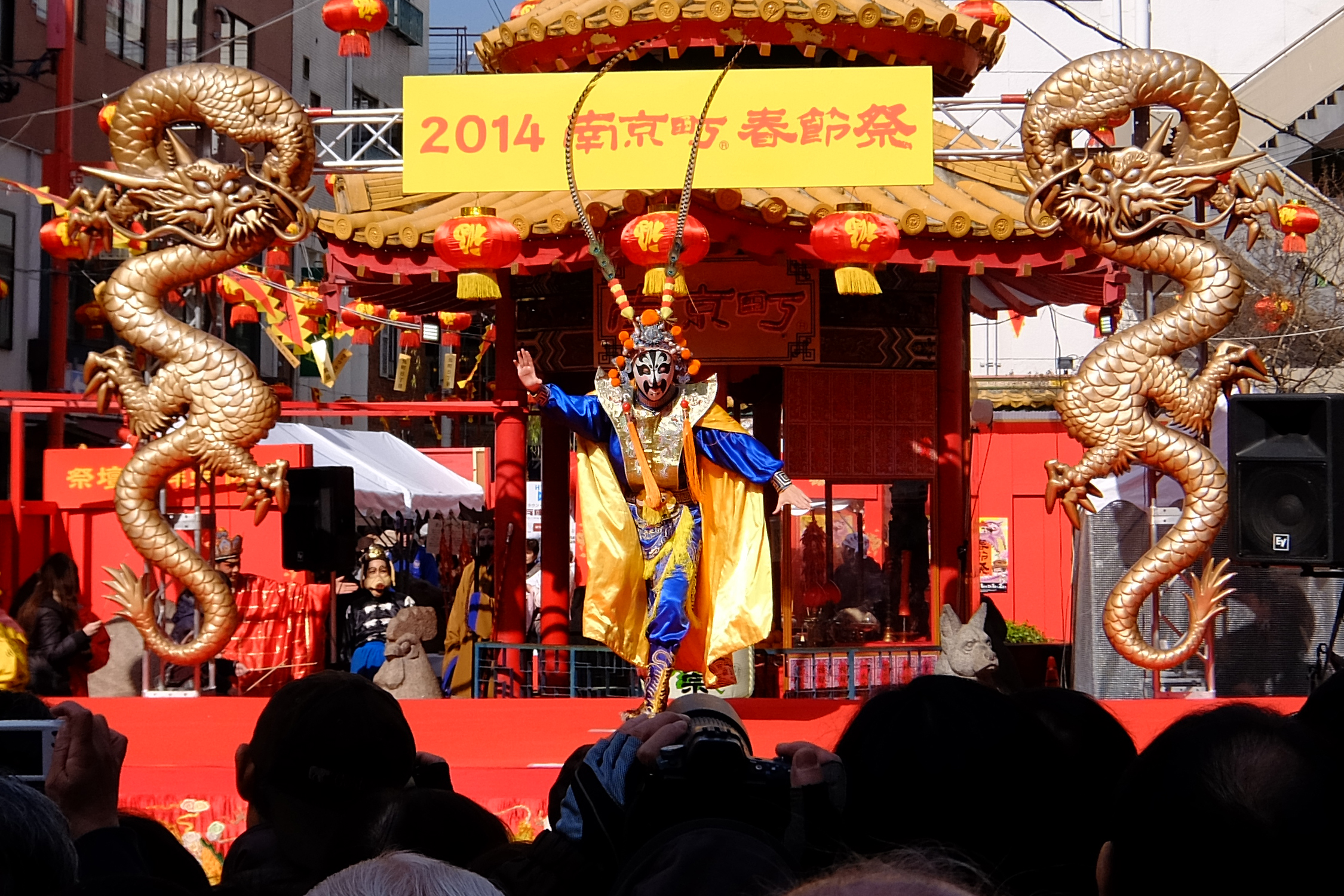
Célébration de l'année du Cheval en 2014 à Kobé.
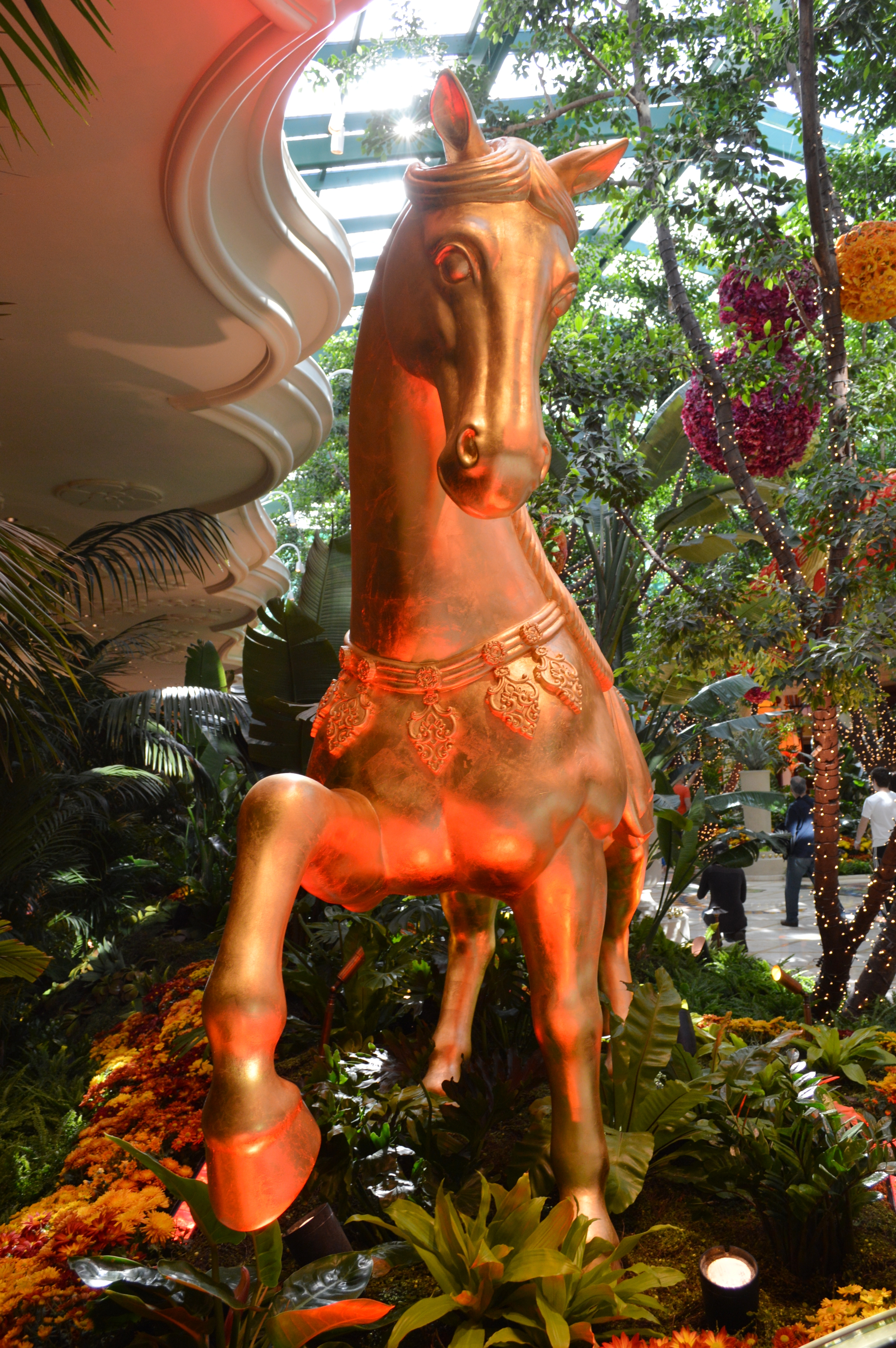
Effigie pour l'année du Cheval en 2014 à Las Vegas.
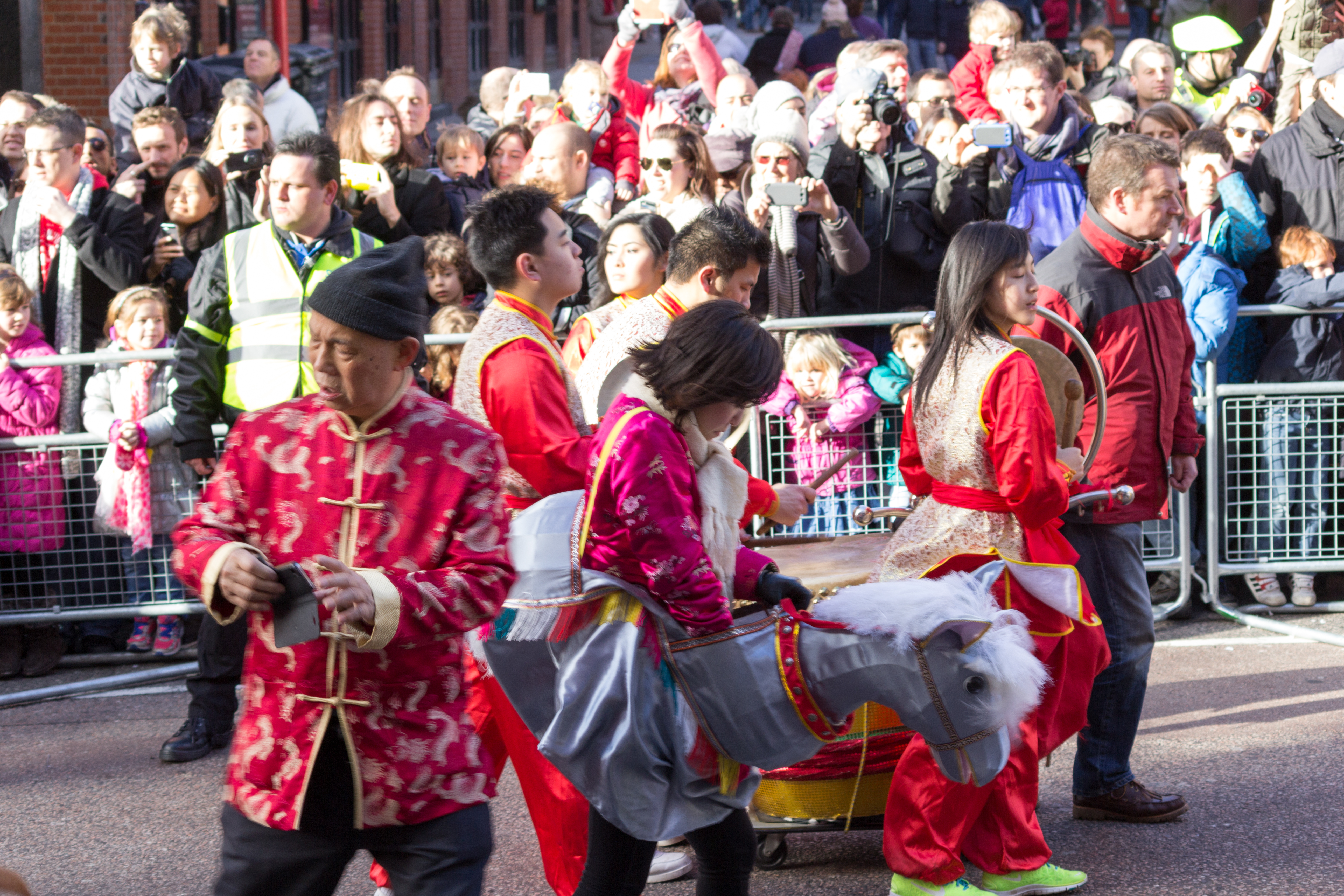
Parade pour l'année du Cheval en 2014 à Londres.